# 霍斯黑茲 (紐約州村)
霍斯黑茲（英語：Horseheads）是位於美國紐約州希芒縣的村。

## 人口
根據2020年美國人口普查的數據，霍斯黑茲的面積為10.12平方千米，當中陸地面積為10.08平方千米，而水域面積為0.04平方千米。當地共有人口6606人，而人口密度為每平方千米653人。